# 诺因基兴 (锡根-维特根施泰因县)
诺因基兴是德国北莱茵-威斯特法伦州的一个市镇。总面积39.81平方公里，总人口13576人，其中男性6815人，女性6761人（2011年12月31日），人口密度341人/平方公里。